# Pfarrkirche Sankt Bartholomä

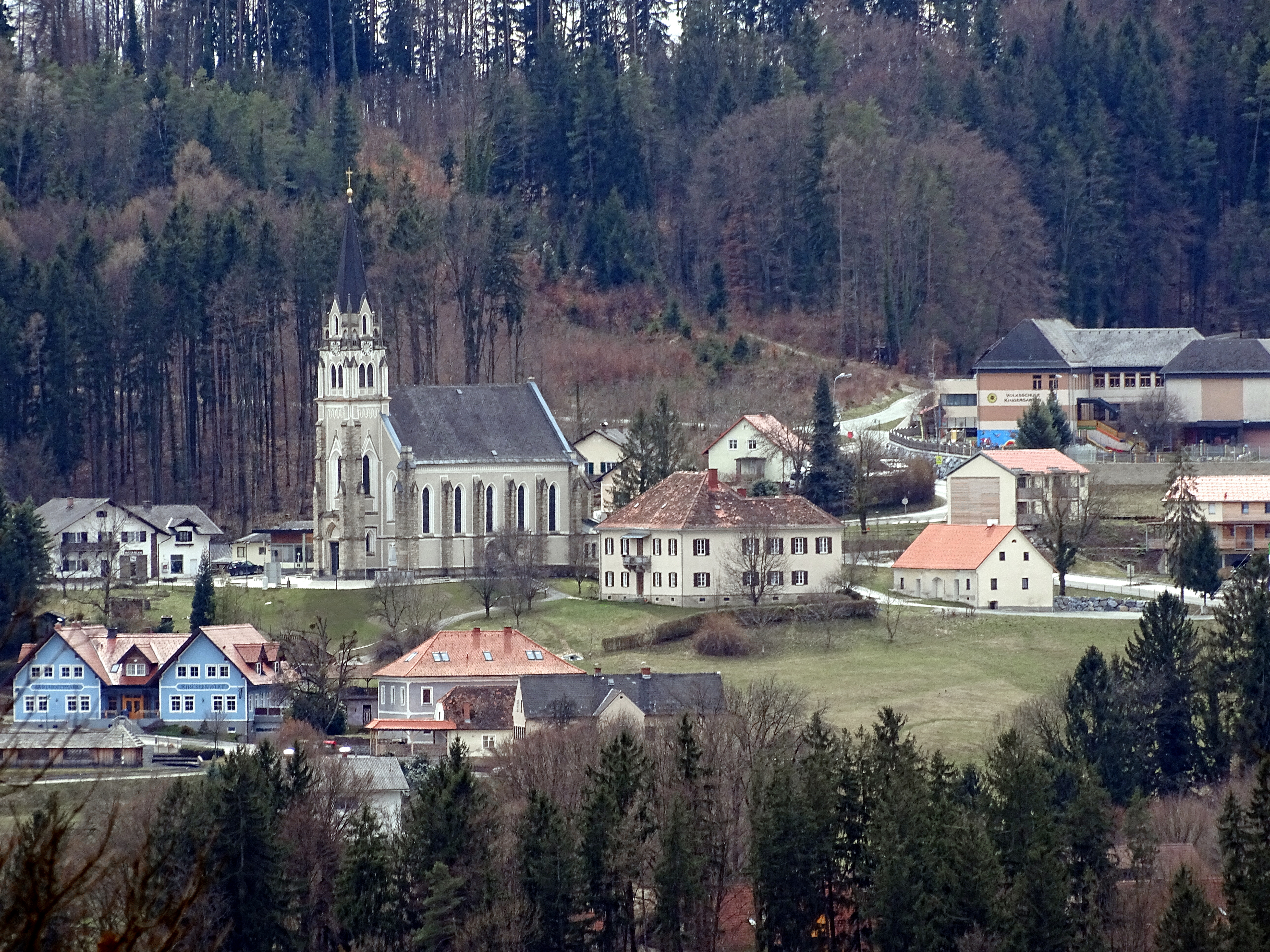
Pfarrkirche Sankt Bartholomä

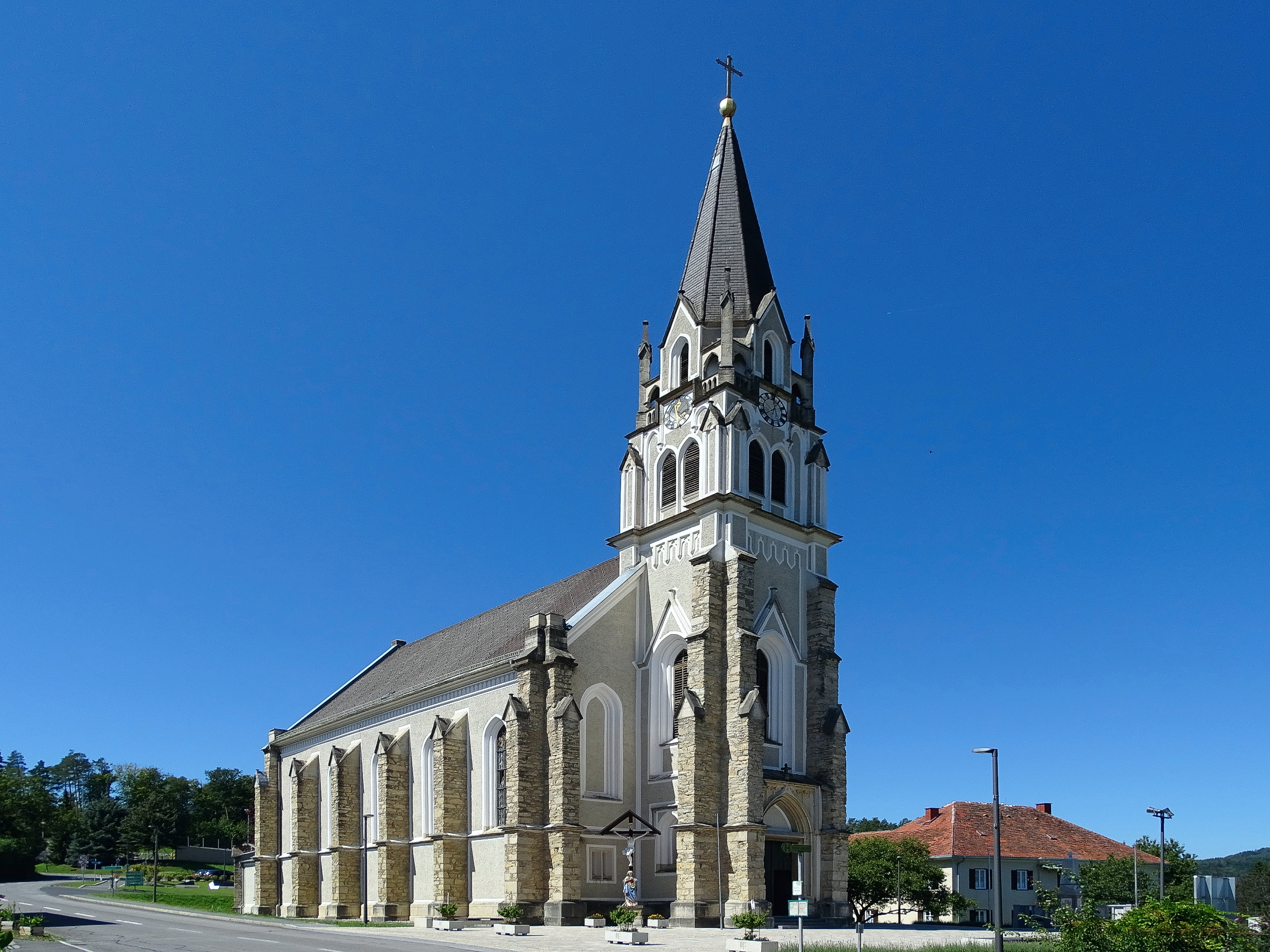
Die Kirche im August 2019

Die Pfarrkirche Sankt Bartholomä steht in der Gemeinde Sankt Bartholomä in der Weststeiermark. Sie ist die Pfarrkirche der römisch-katholischen Pfarre St. Bartholomä an der Lieboch. Die Pfarre gehört zum Seelsorgeraum Rein der Region Steiermark Mitte in der Diözese Graz-Seckau. Patron der Kirche ist der Apostel Bartholomäus. Zur Unterscheidung von der alten Pfarrkirche wird sie häufig Neue Kirche genannt.
Die Kirche wurde von 1864 bis 1867 im neugotischen Stil als Ersatz für die zu klein gewordene und renovierungsbedürftige alte Pfarrkirche erbaut. Sie war die erste Kirche in der Steiermark in diesem Stil. Der Bau wurde zu großen Teilen von der Pfarrbevölkerung selbst finanziert und durch Baumaterialien unterstützt. Bereits ab dem Beginn des 20. Jahrhunderts erfolgten immer wieder Restaurierungs- und Instandhaltungsarbeiten.
Die Pfarrkirche von Sankt Bartholomä ist eine neugotische Saalkirche. Sie hat einen im Osten in das Langhaus eingestellten Kirchturm mit Spitzhelm. Die Kirchenausstattung, so etwa die Altäre und die Orgel, stammt fast vollständig aus der zweiten Hälfte des 19. Jahrhunderts. Die Tischlerarbeiten stammen vom Grazer Josef Kainz, während fast alle Heiligenfiguren von Jakob Gschiel gefertigt wurden. Das gesamte Bauwerk steht unter Denkmalschutz (Listeneintrag).

## Lage

Lage der neuen und der alten Pfarrkirche im Ortsgebiet von Sankt Bartholomä

Die Kirche steht im westlichen Teil der Gemeinde Sankt Bartholomä, zentral im Ortsgebiet des gleichnamigen Dorfes, auf einer Anhöhe, die im Norden vom Graben des Bartholomäerbachs und im Süden vom Einschnitt des Kaltenbachs begrenzt wird. Die Anhöhe selbst ist ein zum Liebochbach hin streichender Ausläufer des zwischen dem Fuchskogel und dem Kreuzegg verlaufenden Hügelrückens. Die Kirche steht auf einer Seehöhe von rund 500 Metern. Direkt südwestlich der Pfarrkirche liegt die Kreuzung der L316, der St.-Bartholomä-Straße, mit der Lichteneggstraße. Etwa 200 Meter nördlich steht die sogenannte Alte Kirche, die ehemalige Pfarrkirche des Ortes.

## Geschichte

### Planungen und Bau der Kirche
Vermutlich gab es bereits um 1200 in Sankt Bartholomä eine erste Kirche, aus der die heutige alte Pfarrkirche hervorging und die zuerst der Mutterpfarre Gratwein sowie ab 1607 dem Stift Rein unterstand. Beim Ausheben von Gräben an der Kirchmauer kam es 1834 zu einer Hangrutschung, wodurch sich ein großer Riss im Mauerwerk bildete. Bei den nachfolgenden Sicherungsarbeiten äußerte Ludwig Crophius, der damalige Abt von Rein, den Wunsch eines Kirchenneubaues. Einer der Gründe für diese Überlegung dürfte auch gewesen sein, dass die alte Kirche nicht mehr genug Platz für die zahlreichen Gläubigen bot. Da das Stift aber nicht über die nötigen finanziellen Mittel verfügte, blieb es zunächst nur bei der Idee eines Neubaus.
Ulrich Greiner, der 1857 Kaplan in Sankt Bartholomä wurde, griff die Pläne eines Neubaus aber erneut auf und sicherte sich zahlreiche mündliche Zusagen von Pfarrbewohnern, die den Bau mit Geld und Baumaterialien unterstützen wollten. Abt Crophius besuchte im Jänner 1859 die Pfarre und forderte, die per Handschlag gegebenen Zusagen schriftlich durch das Bezirksamt abzusichern. Dieses sollte außerdem den Bauzustand der bestehenden Pfarrkirche überprüfen. Das Amt forderte als Grundlage für die Verhandlungen im Februar 1859 einen Bauplan sowie eine Kostenaufstellung.
Crophius legte bis zu seinem Tod im April 1861 auch nach mehrmaligem Ersuchen des Bezirksamtes keinen Bauplan vor, so dass eine kommissionelle Erhebung ausblieb. Der Bartholomäer Pfarrer Hermann Pferschy erreichte im November 1861, dass das Amt trotz des fehlenden Bauplans eine Kommission für den Kirchenbau einberief. Diese trat am 5. Dezember desselben Jahres zusammen. Dabei sicherte der Reiner Abt Vinzenz Knödl die Erstellung eines Bauplans für eine Kirche mit Platz für etwa 1000 Personen zu. Der Acker südlich vom Pfarrhof wurde als neuer Kirchenstandort festgelegt. Auch die von der Pfarrbevölkerung zugesicherten Beiträge zum Neubau wurden in verbindlicher Form niedergeschrieben. Das Stift Rein übermittelte am 18. Juli 1862 zwei Baupläne samt einer Kostenaufstellung an das Bezirksamt, das sich am 14. August für die erste Variante mit Baukosten in der Höhe von über 25.500 Gulden entschied. Mehr als die Hälfte der berechneten Kosten waren bis dahin schon von der Bevölkerung gespendet worden. Am 1. Dezember 1862 erteilte die k. k. Statthalterei die staatliche Baubewilligung.
Da die zur Pfarre gehörenden Gemeinden selbst die Bauleitung übernehmen mussten, wurde im Jänner 1863 ein Kirchenbaukomitee gewählt. Der erste Spatenstich erfolgte am 30. Juni 1863; Baubeginn war erst im Frühjahr 1864. Die Kirche war die erste in der Steiermark, die vollständig in einem neugotischen Baustil errichtet wurde. Vinzenz Knödl und der Seckauer Fürstbischof Ottokar Maria von Attems feierten am 4. Mai 1864 die Grundsteinlegung beim heutigen Frauenaltar. Die Mauerarbeiten führten der Grazer Baumeister Carl Eichinger oder Schaumburg aus. Das Kirchenschiff sowie der Kirchturm waren im Spätsommer 1865 fertig überdacht. Am 14. September desselben Jahres wurde das Turmkreuz gesegnet und aufgesetzt. Hochaltar und Kanzel kamen im Herbst 1867. Zur gleichen Zeit wurden die Turmuhr eingebaut und fünf Glocken im Kirchturm aufgehängt.
Am 17. November 1867 weihte der Seckauer Fürstbischof Johann Baptist Zwerger die Kirche. Die Feier begann mit einem Frühgottesdienst in der alten Pfarrkirche, vor dem Einzug in die neue Pfarrkirche und der Weihe. Der Gottesdienst in den nachfolgenden Tagen wurde zunächst noch weiter in der alten Pfarrkirche gehalten. Erst am ersten Adventssonntag 1867 wurde das Allerheiligste in die neue Pfarrkirche übertragen. In den folgenden Jahren wurde die Ausstattung der Kirche erweitert, so wurden 1868 die beiden Seitenaltäre und 1869 die Orgel aufgestellt.

### Seit der Kirchweihe
Bereits 1889 waren erste Stücke aus den Wänden der Kirche und aus dem Gesims gebrochen, und 1905 machte der zunehmend schlechte Zustand des Mauerwerkes erste Renovierungsarbeiten an den Außenmauern unumgänglich. Diesen ersten Instandhaltungsarbeiten folgten im 20. und 21. Jahrhundert weitere Maßnahmen. So wurde 1924 das Kirchendach neu mit Faserzementziegeln eingedeckt. 1947 folgten Renovierungsarbeiten am Kirchturm, und wegen eines Risses im Gewölbe 1950 eine Innenrenovierung. Dabei wurden der Innenraum neu ausgemalt und die Altäre und die Kanzel rot gefasst. Im September und Oktober 1973 wurden der Kirchturm neu gedeckt und das schadhafte Kirchendach ausgebessert. In den Jahren 1977/1978 erfolgte eine weitere Renovierung des Kircheninneren.
Im Jahr 1990 wurde die Pfarrkirche außen renoviert und 2009 innen. Bei der Innenrenovierung wurde unter anderem die ursprüngliche Farbgebung der Wände wiederhergestellt. Vermutlich 1895 war das Kircheninnere dunkelgrau ausgemalt und die Kirchenfenster waren neu gefasst worden. Auch die Altäre und die Kanzel hatten eine dunkelgraue Fassung erhalten und wurden nach einer Renovierung 1913 neu gesegnet. Bei der Renovierung 2009 wurde die ursprünglich hellgraue Farbgebung der Altäre und der Kanzel wiederhergestellt.
Im Sommer 2024 zeigte eine vom Bundesdenkmalamt durchgeführte Untersuchung, dass sich der Kirchturm langsam absenkt, wodurch auch Risse am Kirchenportal entstehen. Eine unmittelbare Gefahr für das Gebäude bestehe nicht, aber eine Sanierung und damit auch eine Behebung des Problems soll in den nächsten Jahren erfolgen.

## Architektur
Das neugotische Gebäude ist eine einschiffige Saalkirche mit einem hohen Kirchturm. Es ist nach Südwesten ausgerichtet und hat zwei an den Chor angebaute Räume, von denen der nördliche als Sakristei genutzt wird. Im Nordosten ist der Kirchturm als Fassadenturm in die Giebelfassade des Kirchenschiffes eingestellt.

### Außenbeschreibung
Die Außenwände des Gebäudes werden durch Gesimse und Wandpfeiler sowie durch Fenster und Türen mit gemalten Rahmen gegliedert. Das Kirchenschiff hat ein Satteldach, das wie das Walmdach des niedrigeren Chors mit Ziegeln aus Faserzement gedeckt ist. Auf die Dachfläche des Kirchenschiffes sind an der Südseite ein Dachfenster und an der Nordseite drei Dachfenster aufgesetzt. Auch die nördliche Dachfläche des Chors hat ein Dachfenster. Die an die Außenmauer des Chors angebauten niedrigeren Räume mit der Sakristei haben ein mit Blech gedecktes Pultdach. Durch ein Spitzbogenportal an der Nordseite des Langhauses gelangt man in das Kircheninnere. Das Tympanon ist als Fensterfläche ausgeführt. Durch je fünf Spitzbogenfenster an der Nord- und Südseite fällt Licht in das Langhaus. Die Wand links und rechts vom Kirchturm ist durch je ein großes spitzbogiges Blindfenster unterbrochen. Durch je ein darunter befindliches Doppelfenster aus zwei schmalen Rechteckfenstern fällt Licht in den Bereich unterhalb der Empore und den Aufgang zur Orgel. Eine runde Maueröffnung an der Westmauer des Langhauses, über dem Dachfirst des Chordaches, bringt Licht auf den Dachboden. Jede der beiden Längsseiten des Langhauses wird durch sechs Strebepfeiler aus Naturstein mit Sockeln und Abdeckungen aus Sandstein verstärkt. Die Ost- und Westseite des Langhauses werden durch je einen Strebepfeiler an den Ecken verstärkt. Diese Pfeiler stehen im Verbund mit den jeweils äußersten Pfeilern der Längsseite und ragen etwas über die Dachfläche hinaus. Unter den Sohlbänken der Fenster verläuft ein Gesims, das sich über die Wandpfeiler fortsetzt. Der Chor hat fünf Spitzbogenfenster, der fünfeckige niedrige Anbau an den Chor vier rundbogige Doppelfenster. Ein Rundbogenportal im Westen bildet den Zugang zum Inneren des Anbaus und der Sakristei. Auch bei dieser Tür ist das Tympanon als Fensterfläche ausgeführt. An jeder der vier Gebäudeecken des Anbaus befindet sich ein Wandpfeiler, der sich über das Dach fortsetzt und sich auch zwischen den einzelnen Chorfenstern erhebt.
Der Kirchturm ist in die Ostfassade der Kirche eingestellt. Der wie auch das Kirchenschiff durch gemalte Rahmen gegliederte Turm hat einen mit Faserzementziegeln gedeckten achteckigen Spitzhelm. Das Dach endet in einer vergoldeten Turmkugel mit einem Kreuz. An der südöstlichen und der südwestlichen Ecke des Turms befinden sich je zwei miteinander verbundene abgetreppte Wandpfeiler, die fast bis auf Höhe des Dachfirsts des Kirchendaches reichen. Durch ein Spitzbogenportal mit Wimperg an der Ostseite des Turms kommt man in die Turmhalle. Im Tympanon des Portals war ursprünglich das Auge der Vorsehung aufgemalt, mittlerweile ist es aber schmucklos. Auf dem Wimperg ist ein Kreuz aufgesetzt. Nord- und Südseite haben je ein kleines Spitzbogenfenster, das die Eingangshalle erhellt. Über die beiden Fenster verläuft ein sich vom Langhaus fortsetzendes Gesims. Im hohen Geschoß über der Eingangshalle befindet sich auf jeder Turmseite ein hohes Spitzbogenfenster mit Wimpergen. Den Abschluss dieses Geschoßes bildet ein mächtiges umlaufendes Gesims. Über diesem Gesims schließt die Glockenstube an. Die Glockenstube hat auf allen vier Seiten je ein spitzbogiges Doppelfenster. An den Ecken der Glockenstube sind als Fortsetzung der Strebepfeiler des darunter liegenden Geschoßes verputzte Pfeiler gemauert, die in einer dreieckigen Abdeckung aus Sandstein enden. Über den Doppelfenstern ist das Zifferblatt der Turmuhr angebracht. Über dem Zifferblatt trennt ein umlaufendes Gesims die Glockenstube vom darüber liegenden Ziergeschoß mit dem Turmhelm. Auch das Ziergeschoß hat auf allen vier Seiten ein kleines Spitzbogenfenster. An den vier Ecken erhebt sich je eine Fiale, die auf jeder Seite durch einen steinernen Spitzbogen mit dem Mauerwerk verbunden ist. In der Öffnung des Spitzbogens ist eine Brüstung aus Stein angebracht.
In der südwestlichen Ecke zwischen Kirchturm und Langhaus steht ein 1888 errichtetes Kreuz mit einer Marienstatue aus Sandstein. Am nördlichen Rand des Kirchenplatzes erinnert ein 1921 vom Steinmetzmeister Peßl aus Steinberg errichtetes und 1953 vom Hitzendorfer Steinmetzmeister Krenn erweitertes Kriegerdenkmal an die Gefallenen und Vermissten beider Weltkriege. Dieses Denkmal stand ursprünglich am östlichen Rand des Vorplatzes und wurde bei einer Neugestaltung 2017 versetzt. Dabei wurde auch der Adler, der bis dahin an der Spitze des Denkmals angebracht war, durch ein Kreuz ersetzt. Begründet wurde diese Änderung damit, dass der Adler als faschistisches Symbol gedeutet werden konnte.

### Innenraum

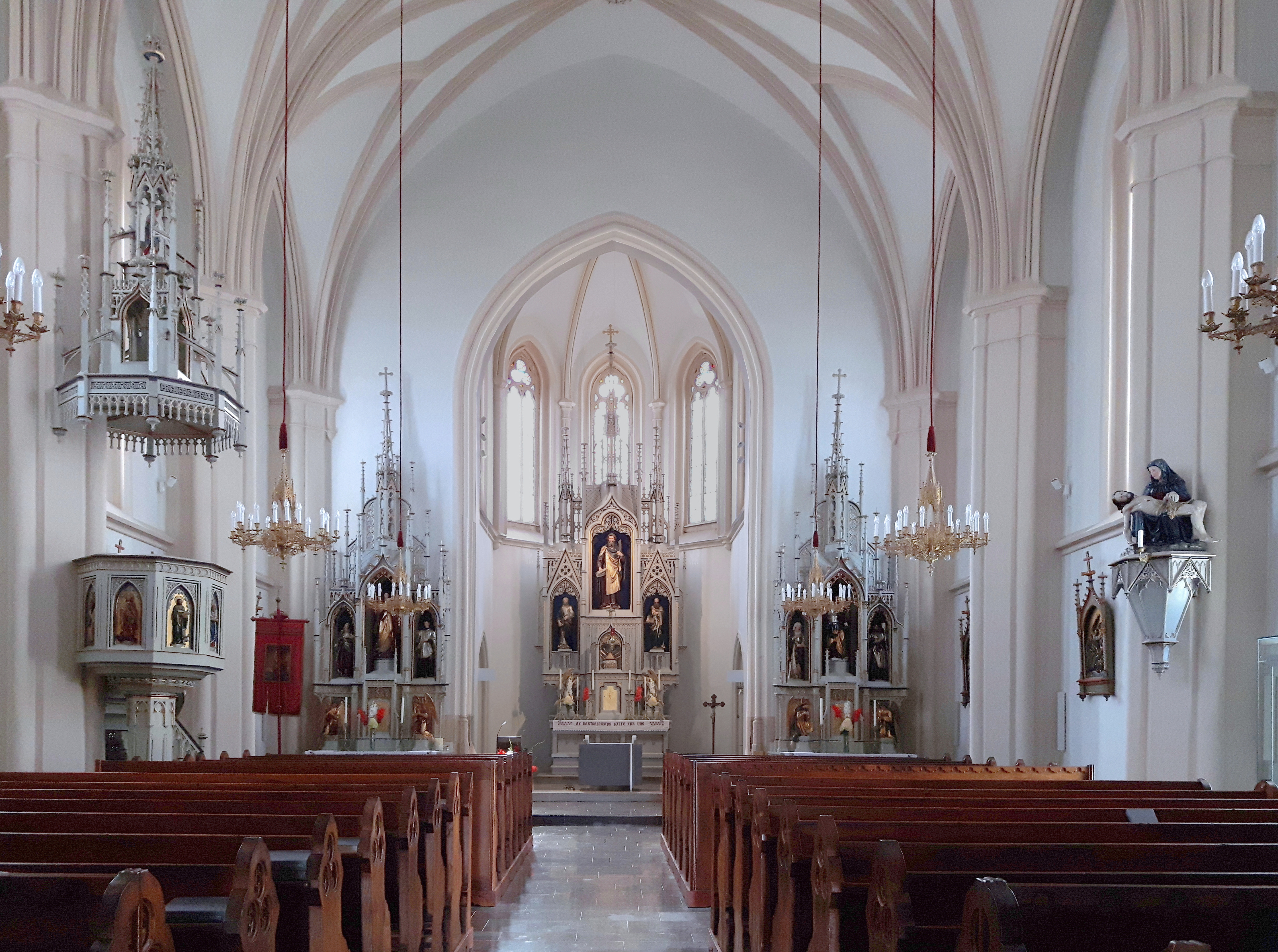
Blick vom Haupteingang auf den Hochaltar

Das fünfjochige Langhaus ist innen 23,3 Meter lang und 13,3 Meter breit. Es wird von einem Kreuzrippengewölbe mit Gurtbögen überspannt. Die vier Gurtbögen ruhen auf jeder Seite des Langhauses auf Wandpfeilern mit Halbsäulendiensten. Die fünf Schlusssteine der Gurtbögen sind verziert. Der erste und der letzte Schlussstein sind als Rosetten ausgeführt. Am zweiten ist die Krönung der Gottesmutter durch die Heilige Dreifaltigkeit dargestellt. Im dritten, als Heiliggeistloch ausgeführten Schlussstein hängt eine figürliche Darstellung des Heiligen Geistes in Gestalt der Taube, eine sogenannte Heiliggeisttaube, und am vierten Stein sind die Wappen des Stiftes Rein und des Reiner Abtes Vinzenz Knödl sowie die Jahreszahl 1865 angebracht. Die zehn Fenster im Langhaus haben ein vom Grazer Tischler Josef Kainz gefertigtes Maßwerk aus Holz. Unterhalb jedes Fensters verläuft ein Gesims, das sich allerdings nicht über die Wandpfeiler fortsetzt. Die dreiachsige Empore mit gemauerter Brüstung im östlichen Teil des Langhauses ist durch das erste Geschoß des Kirchturmes zugänglich. Unterhalb der Empore befindet sich an der Nord- und Südseite jeweils eine rundbogige Nische in der Langhausmauer. Der Turm ist durch eine Tür unterhalb der Empore und über eine anschließende Treppe zu erreichen. Die Empore ruht auf einem von vier eckigen Pfeilern getragenen Kreuzrippengewölbe. Die Brüstung ist mit Scheinfenstern verziert und hat ein aufgesetztes Gitter. Die quadratische Turmhalle des im Osten an das Langhaus angebauten Turmes hat ein Stichkappengewölbe. Ein Rundbogen mit Glastür führt unterhalb der Empore in das Langhaus.
Ein profilierter, spitzbogiger Fronbogen trennt den schmäleren und niedrigeren einjochigen Chor mit Fünfachtelschluss vom Langhaus. Im Langhaus ist der Bereich vor dem Fronbogen und den beiden links und rechts neben ihm aufgestellten Seitenaltären gegenüber den Kirchenbänken um eine Stufe erhöht. Der Chor ist diesem Altarbereich gegenüber nochmals um eine Stufe erhöht. Der Chor ist innen 6,35 Meter lang und 5,1 Meter breit. Das Chorjoch wird ebenfalls von einem Kreuzrippengewölbe überspannt. Die Rippen dieses Gewölbes ruhen auf Halbsäulendiensten, die auf einem umlaufenden Gesims unterhalb der Fenster aufsetzen. Den Schlussstein des Gewölbes ziert eine Darstellung des Lamm Gottes. Wie die Langhausfenster so haben auch die fünf Chorfenster ein von Josef Kainz geschaffenes hölzernes Maßwerk. An den Chor schließt sich ein niedriger Anbau mit der Sakristei im nördlichen und einem Nebenraum im südlichen Teil an. Zum Außeneingang dieses Anbaus führt von der Straße her im Westen ein kleiner Verbindungsweg. Vom Chor aus sind die beiden Räume durch je eine Spitzbogentür zugänglich.

## Ausstattung

### Chorbereich
Das Altarretabel des neugotischen Hochaltars wurde 1867 von dem Grazer Tischler Josef Kainz nach einem Entwurf des Architekten Härtl geschaffen und aufgestellt. Die Figuren fertigte Jakob Gschiel. Der Mittelteil des Altars ist gegenüber den beiden Seitenteilen hervorgehoben. Die vier Nischen sind mit floralen Verzierungen geschmückt. Über dem Mittelteil und den beiden Seitenteilen erhebt sich jeweils ein Zierturm mit durchbrochenen Elementen und Fialen. Den mittleren Zierturm bekrönt ein vergoldetes Kreuz. In der Hauptnische steht eine Figur des Apostels Bartholomäus, der in einer Hand eine Schriftrolle und in der anderen als Zeichen seines Martyriums ein Schindermesser hält. Er wird von Figuren der Apostel Petrus, der ein Evangelium und einen Schlüssel hält, und Paulus mit Evangelium und Schwert in den Nischen der Seitenteile flankiert. In den Fuß des Retabels ist das mit einer vergoldeten Tür mit einer Kruzifixdarstellung verschließbare Tabernakel eingelassen. Links und rechts vom Tabernakel kniet je eine Engelsfigur. Über dem Tabernakel befindet sich das Expositorium, die Nische zur Aussetzung des Allerheiligsten bei der eucharistischen Anbetung, in der wechselnd eine plastische Darstellung des Auges der Vorsehung oder eine Figur des Jesuskinds aufgestellt ist.
Der Volksaltar und der Ambo wurden nach Plänen der Künstlerin Aurelia Meinhart 2009 geschaffen. Beide Werke bestehen aus Stein und Edelstahl. Der Stein ist ein Kalkstein aus der Region, mit Einlagerungen von Zementmergel, Hippuritenkalken und gelbem Quarzsandstein. Der Volksaltar hat als Basis eine runde Stahlscheibe. Von ihr geht senkrecht eine Stahlplatte hoch, die scheinbar durch den rechteckigen Steinblock schneidet. Die Stahlplatte wurde durch Vermessung in Richtung der armenischen Hauptstadt Jerewan ausgerichtet, weil der Apostel Bartholomäus in Armenien den Märtyrertod erlitt. Der Ambo steht unter dem Fronbogen und besteht aus einer senkrechten und oben geknickten Steinplatte, in die eine runde Stahlplatte eingelassen ist.
Die mit farbigen Glasornamenten gestalteten Scheiben der fünf Fenster im Chorschluss wurden 1865 von Glaswerkstätten in München und Zürich geliefert.

### Langhaus
Die beiden Seitenaltäre stammen aus dem Jahr 1868 und wurden wie auch der Hochaltar und die Kanzel nach den Entwürfen des Architekten Härtl vom Grazer Tischler Josef Kainz gefertigt. Die beiden Altäre sind gleich gestaltet und ähneln dem Hochaltar. Ihr Altarretabel hat einen hervorgehobenen Mittelteil, an dessen Basis sich ein von zwei knienden Engelsfiguren flankiertes Tabernakel mit vergoldeter Tür befindet. Jeder Altar hat drei spitzbogige Nischen, in denen von Jakob Gschiel geschaffene Heiligenfiguren stehen. Über den Nischen erheben sich Fialen und über dem Mittelteil ein Zierturm, der von einem Kreuz bekrönt ist. Der als Marien- oder Frauenaltar bezeichnete linke Seitenaltar steht im westlichsten Joch des Langhauses, am südlichen Ende des Fronbogens. In der Hauptnische im Mittelteil steht eine Figur der Unbefleckten Empfängnis. Als Seitenfiguren stehen links die heilige Barbara mit Buch, Kelch und Schwert und rechts der in einer Soutane gekleidete heilige Aloisius, der ein Kruzifix sowie eine  weiße Lilie hält. Der rechte Seitenaltar wird als Josefsaltar bezeichnet und steht am nördlichen Ende des Fronbogens. Die Figur in der Hauptnische zeigt Josef von Nazaret mit dem Jesuskind auf dem rechten Arm; mit der linken Hand führt er einen Stab mit einer Lilie. In der Nische links steht eine Figur der heiligen Anna mit einem Buch und in der Nische rechts steht eine Figur des heiligen Joachim mit einer Schäferschaufel.
Die Kanzel wurde 1867 aufgestellt. Sie steht am südlichen Wandpfeiler zwischen dem dritten und vierten Langhausjoch. Zum Korb der Kanzel führt eine hölzerne Stiege an der Langhausmauer hoch. Der Korb selbst ruht auf einem Säulenfuß. An der Brüstung des Korbes sind fünf Reliefs angebracht. Sie zeigen die vier Evangelisten und werden durch eine Darstellung des heiligen Bernhard von Clairvaux ergänzt. An der Unterseite des Schalldeckels ist eine Heiliggeisttaube angebracht. Über dem Schalldeckel erhebt sich ein Zierturm mit Fialen und spitzbogigen Durchbrüchen. Im oberen Durchbruch des Zierturms steht eine von Jakob Gschiel geschaffene Jesusstatue.
In der nördlichen Wandnische unter der Empore wurde im Herbst 1915 der Rosenkranzaltar aufgestellt. Die Figuren auf diesem Altar stammen ebenfalls von Jakob Gschiel und stehen auf Glasplatten. Eine Rosenkranzmadonna mit Jesuskind ist die Hauptfigur und wird von knienden Figuren des heiligen Dominikus und der heiligen Klara flankiert. Eine Pietà und ein sitzender Schmerzensmann wurden 1888 aufgestellt und flankieren das Nordportal des Langhauses. An den Wänden des Langhauses hängen 14 von Gschiel in Gussmasse gefertigte und 1873 geweihte Kreuzwegstationen. Das marmorne Taufbecken aus dem Jahr 1884 steht vor dem Rosenkranzaltar, beim nördlichen Doppelfenster unterhalb der Empore. Es hatte ursprünglich auch einen hölzernen Aufsatz mit gotischen Türmchen. Der neuzeitliche Aufsatz ist aus Metall und wird von einem Kreuz bekrönt. An einem der Emporenpfeiler steht auf einem Sockel eine Figur des heiligen Antonius von Padua mit dem Jesuskind auf dem Arm. In der südlichen Wandnische unter der Empore steht ein hölzerner Beichtstuhl aus dem Jahr 1867/68. Neben der Tür zum Emporenaufgang hängt eine Tafel mit Bildern der im Zweiten Weltkrieg gefallenen Pfarrbewohner. Zwei Figuren, die Jesus und Maria mit Lilie darstellen, rahmen die Orgel. Das Kirchengestühl wurde vermutlich 1867 von Josef Kainz geliefert.
Eine vermutlich um 1888 von einem Tischler aus Altreiteregg geschnitzte Dreifaltigkeitsgruppe befand sich bis 1950 an der westlichen Langhauswand. Sie steht mittlerweile auf einem Schrank im Verbindungsgang zwischen der Sakristei und dem Nebenraum. Die mit farbigen Glasornamenten gestalteten Scheiben der zehn Fenster im Langhaus wurden, wie auch jene der Chorfenster, 1865 von Glaswerkstätten in München und Zürich geliefert.

## Orgel

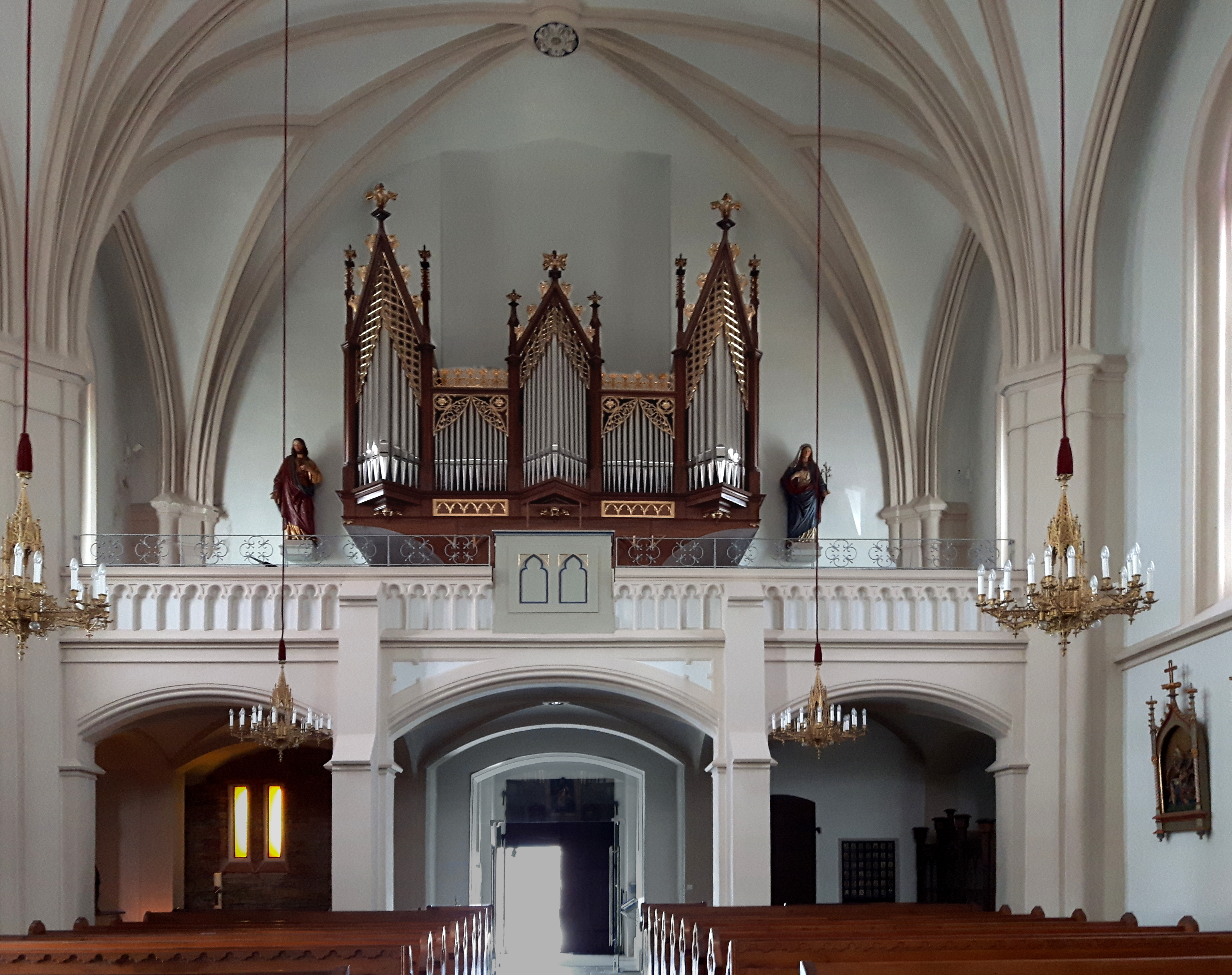
Blick auf die Empore mit der Orgel von Friedrich Werner

Die Orgel wurde 1869 von dem in Graz tätigen Orgelbauer Friedrich Werner nach einem Entwurf des Organisten Ludwig Carl Seydler gebaut und hat 16 klingende Register auf zwei Manualen und Pedal. Der freistehende Spieltisch trägt die Opusnummer 32. Die Traktur der Orgel ist mechanisch. Das Instrument hat einen fünfteiligen Prospekt im Stil der Neugotik, seine fünf Flächen gliedern sich in einen mittleren Spitzturm, an den auf beiden Seiten je eine flache Mittelfläche und zum Abschluss ein hoher Spitzturm anschließt. Die Orgel ähnelt damit äußerlich dem ebenfalls von Werner aufgestellten Instrument in der Pfarrkirche Fernitz.
Die ursprünglichen Orgelpfeifen aus Zinn mussten 1917 zu Kriegszwecken abgeliefert werden und wurden 1937 von dem Orgelbauer Hopferwieser durch solche aus Zink ersetzt. Hopferwieser baute auch ein elektrisches Gebläse ein. 1996 wurde die Orgel von dem Grazer Orgelbauer Krenn generalsaniert.
Die Orgel hat folgende Disposition:
| I Manual C–f3   |    |
| Principal       | 8′ |
| Portunal        | 8′ |
| Gedact          | 8′ |
| Hohlflöte       | 8′ |
| Flauta amabilis | 8′ |
| Salicional      | 8′ |
| Oktave          | 4′ |
| Waldflöte       | 2′ |
| Mixtur          | 2′ |

| II Manual C–f3 |    |
| Querflöte      | 8′ |
| Gamba          | 8′ |
| Flauta dolcis  | 4′ |

| Pedal C–f0    |     |
| Principalbass | 16′ |
| Subbass       | 16′ |
| Principalbass | 8′  |
| Gedactbass    | 8′  |

## Glocken
Im Kirchturm hängen vier Stahlglocken; sie wurden 1922 von Böhler in Kapfenberg gegossen. Das erste Geläut der Kirche bestand aus den fünf Glocken der alten Pfarrkirche, die im Herbst 1867 überstellt wurden. Die älteste dieser Glocken war 1696 von Florentin Streckfuß gegossen worden. Zwei Glocken schuf 1833 Johannes Feltl. Von Feltl stammte auch eine weitere Glocke von 1834. Die fünfte Glocke war ein Werk Salesius Feltls aus dem Jahr 1794. Da die vorhandenen Glocken sich bald als zu klein erwiesen, wurde 1870 eine neue große Glocke gekauft, die am 1. Dezember 1870 in Graz geweiht wurde. Vermutlich wurden die beiden größeren Glocken des alten Geläuts abgenommen und eingeschmolzen, da ab diesem Zeitpunkt in der Literatur nur mehr von drei alten Glocken die Rede ist. Diese drei alten Glocken ließ man 1881 von Albert Samassa in Ljubljana umgießen. Die drei neuen Glocken wurden am 15. Mai 1881 geweiht. Das so ergänzte Geläut hatte ein Gewicht von 3364 Kilogramm. Während des Ersten Weltkrieges musste 1916/17 bis auf die kleine Glocke das Geläut der Kirche für Kriegszwecke abgeliefert werden. Die Glocken wurden zerschlagen und die Bruchstücke vom Kirchturm geworfen.
Am 1. Jänner 1922 äußerte der damalige Pfarrer von Sankt Bartholomä den Wunsch neue Glocken anzuschaffen. Wegen des im Vergleich zu Bronze günstigeren Preises entschied man sich für Glocken aus Stahl. Ein Teil des benötigten Metalls wurde von der Pfarrbevölkerung eingesammelt und im April nach Kapfenberg geliefert. Aufgrund der damals starken Inflation mussten die Glocken innerhalb von drei Tagen bezahlt werden. Die fertigen Glocken wurden am 23. August mit einem Pferdewagen von Kapfenberg über Gratwein nach Sankt Bartholomä gebracht. Dort wurden sie am 24. August, dem Bartholomäustag, geweiht und aufgezogen.
Das aktuelle Geläut umfasst folgende vier Glocken:
| Nr. | Gussjahr | Gießer, Gussort    | Durchmesser (cm, ca.) | Masse (kg, ca.) | Schlagton (HT-1⁄16) | Glockenzier |
| --- | -------- | ------------------ | --------------------- | --------------- | ------------------- | ----------- |
| 1   | 1922     | Böhler, Kapfenberg | 146                   | 1800            | d                   |             |
| 2   | 1922     | Böhler, Kapfenberg | 126                   | 780             | fis                 |             |
| 3   | 1922     | Böhler, Kapfenberg | 101                   | 465             | a                   |             |
| 4   | 1922     | Böhler, Kapfenberg | 90                    | 335             | h                   |             |

## Pfarre
Der Pfarrsprengel der Pfarre St. Bartholomä an der Lieboch wird erstmals 1319 als Lyboch urkundlich erwähnt und unterstand der salzburgischen Mutterpfarre Gratwein. Vermutlich gab es aber schon seit der Zeit um 1200 eine Kirche im Ort. In einer Urkunde von 1373 steht erstmals die Bezeichnung in Sand Barthelmes pharr. In den folgenden Jahren verdrängte der Name des Kirchenpatrons den alten Pfarrnamen. Bereits am 29. November 1319 wird mit Friedrich ein plebanus in Lyboch, also ein Leutpriester in Lieboch, der erste Priester von Sankt Bartholomä namentlich genannt. Seit dieser Zeit sind fast alle Pfarrer in Sankt Bartholomä namentlich bekannt. Sankt Bartholomä war anfangs ein Pfarrvikariat, zu dem auch die damalige Teilpfarre St. Oswald bei Plankenwarth gehörte. Der Pfarrer von Sankt Bartholomä war mithin auch für den Pfarrsprengel von Sankt Oswald zuständig. Erst 1786 wurde Sankt Oswald zu einer vollwertigen Pfarre erhoben. Ab 1607 war die Pfarre dem Stift Rein unterstellt und gehörte zum Dekanat Rein. Die ältesten Kirchbücher stammen aus dem Jahr 1652.
Nachdem 1797 das Wirtschaftsgebäude der Pfarre durch Brandstiftung abgebrannt war, verzichtete der damalige Pfarrer Robert Schwarz trotz der von Rein zugesagten finanziellen Mittel auf den Wiederaufbau und verpachtete mit Ausnahme eines Ackers die gesamten Pfarrgründe. Als Schwarz am 16. Februar 1812 starb, galt die Pfarre als heruntergewirtschaftet und die zugehörigen Gebäude galten als verfallen. Das Stift Rein und die Herrschaft Plankenwarth, bei der das Vogteirecht lag, suchten daher am 24. Juni 1812 beim bischöflichen Ordinariat um die Auflösung der Pfarre und die Aufteilung des Pfarrgebietes auf die Nachbarpfarren nach. Die Pfarrbevölkerung bat in einem weiteren Schreiben das Ordinariat um den Erhalt. Das Ordinariat stimmte daraufhin einer Auflösung nicht zu, unter der Voraussetzung, dass ein Wirtschaftsgebäude errichtet werde. Dieses Gebäude wurde unter Mithilfe der Bevölkerung bis 1815 erbaut.
Nach der Auflösung des Dekanats Rein im Jahr 2018 im Rahmen einer Strukturreform gehört die Pfarre seit dem 1. September 2020 zum Seelsorgeraum Rein der Region Steiermark Mitte; die Pfarrer stellt das Stift Rein. Jedes Jahr findet am Bartholomä-Tag (24. August) ein Festgottesdienst mit daran anschließendem „Kirtag“ statt. Der Umfang des Pfarrgebietes deckt sich großteils mit den Gemeindegrenzen von Sankt Bartholomä, umfasst aber auch Ortschaften und Häuser aus den Nachbargemeinden Hitzendorf und Stallhofen. Die Grenzen des Pfarrgebietes haben sich seit der zweiten Hälfte des 18. Jahrhunderts nur geringfügig verändert. Der Sprengel umfasst heute die Orte Lichtenegg, Lerchegg, Sankt Bartholomä, Kreuzegg, Reiteregg, den Großteil Jaritzbergs, die nördlichen Teile von Kalchberg und Raßberg, die Ortsteile Michlbach, Neudorf und Neudorfberg sowie einzelne Häuser in Hausdorfberg. Zur Pfarre gehörte auch die alte, vermutlich um 1200 errichtete Pfarrkirche. Sie unterstand nach der Weihe der neuen Pfarrkirche dieser als Filialkirche, wurde 2023 profaniert und soll im Laufe des Jahres 2025 in den Besitz der Gemeinde übergehen. Die 1860 gebaute Poniglkapelle in Neudorf untersteht als Messkapelle ebenfalls der Pfarre.
Im Laufe des Jahres gehen einige Wallfahrten von der Pfarre aus. So pilgern jeden Ostermontag die Pfarrbewohner zur Filialkirche St. Sebastian in Kleinsöding. Am ersten Sonntag nach Ostern, dem Weißen Sonntag gibt es eine Wallfahrt zum Reiner Schlüsselfest, das an die Öffnung der Stiftskirche für Gläubige im Jahr 1479 erinnert. Am Gedenktag des heiligen Pankratius (12. Mai) pilgern die Bewohner zur Pfarrkirche Sankt Pankrazen.
Die Pfarre St. Bartholomä an der Lieboch gehörte zu einem Pfarrverband, dem auch die Pfarre St. Oswald bei Plankenwarth und ab 2010 die Pfarre Hitzendorf angehörte. Der Pfarrverband wurde mit Schaffung des neuen Seelsorgeraums Rein im September 2019 aufgelöst.

## Wappen
Das am 15. August 1984 verliehene und von Leopold Klimacsek im Rahmen eines Wettbewerbs entworfene Gemeindewappen nimmt Bezug auf die beiden Kirchen von Sankt Bartholomä. Die Blasonierung lautet: „In Rot ein goldenes Kreuz, der rechte Balken von einem goldenen Doppelbalkenkreuz unterlegt.“ Die beiden Kreuze stehen für die neue und die alte Pfarrkirche.